# Aurore Alys
Marie Blanche Aurore Ouellette dite Aurore Alys (Lachine, 20 janvier 1894 – Montréal, 10 janvier 1943) est une actrice québécoise. Elle est connue pour son incarnation d'Angélique dans l'adaptation radiophonique d'Un homme et son péché, roman de Claude-Henri Grignon.